# Lalastra
Lalastra es una localidad del concejo de Valderejo, que está situado en el municipio de Valdegovía, en la provincia de Álava, País Vasco (España).

## Historia
Hacia mediados del siglo XIX, el lugar, por entonces perteneciente al ayuntamiento de Valderejo, tenía contabilizada una población de 88 habitantes. Aparece descrito en el décimo volumen del Diccionario geográfico-estadístico-histórico de España y sus posesiones de Ultramar de Pascual Madoz con las siguientes palabras:

LALASTRA: l., cab. del ayunt. de Valderejo en la prov. de Alava (á Vitoria 9 leg.), part. jud. de Añana (4), aud. terr. y dióc. de Búrgos, c. g. de las Provincias Vascongadas: sit. en llano; clima saludable; reinan todos los vientos y se padecen reuamtismos y fiebres. Tiene 26 casas, igl. parr. (Sta. Elena), servida por un cura que tambien sirve la del anejo Villamardones, una ermita sit. sobre la eminencia de una peña. El térm. confina N. Bóveda; E. Villamardones: S. Arroyo (part. jud. de Villarcayo), y O. Lahoz, y comprende en su circunferencia una deh. bastante poblada de robles y un monte comun á 4 pueblos, con bastantes hayas, robles, encinas y pinos. El terreno es pobre y árido: los caminos locales: el correo se recibe de Valpuesta. prod.: trigo, cebada, avena, habas, lentejas y otras legumbres; cria de ganado mular, vacuno, lanar y cabrío; caza de liebres, perdices, palomas y codornices. ind.: ademas de la agricultura y ganadería hay un molino harinero. pobl.: 8 vec., 88 hab. riqueza y contr.: con su ayunt. (V.)
(Madoz, 1847, p. 43)

En la actualidad, pertenece al municipio de Valdegovía. En 2022, tenía empadronados doce habitantes.

## Demografía
| Gráfica de evolución demográfica de Lalastra entre 2000 y 2017 |
|                                                                |
| Población de derecho según los censos de población del INE.    |

## Centro de interpretación
En esta localidad se encuentra el centro de interpretación del parque natural de Valderejo.
Dispone de un museo al aire libre para descubrir la historia y costumbres rurales más interesantes de Álava y un pequeño museo etnográfico.

## Patrimonio
Hay en el lugar una iglesia de Santa Elena.